# Capo Dunmore

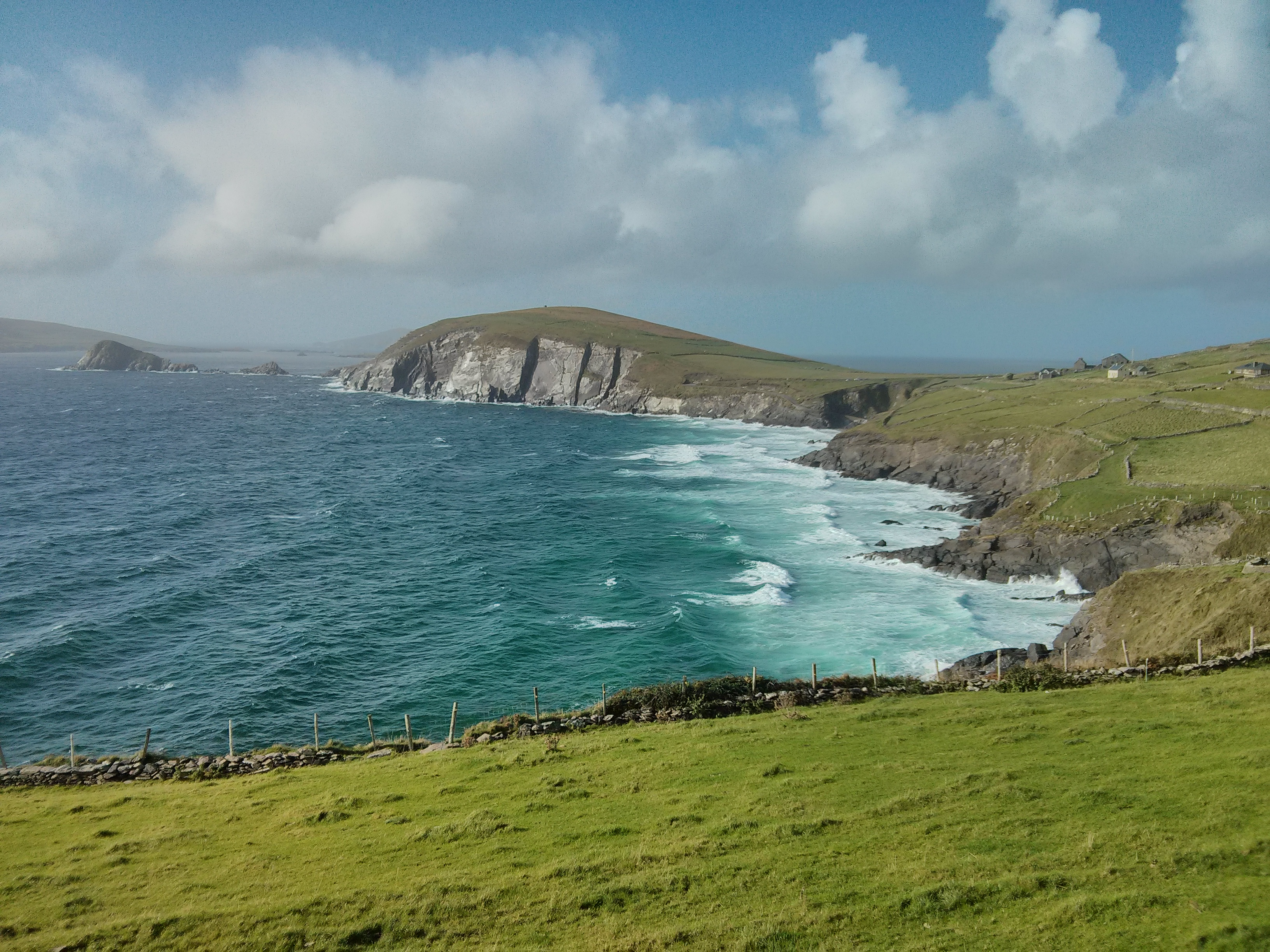
Capo Dunmore / An Dún Mór

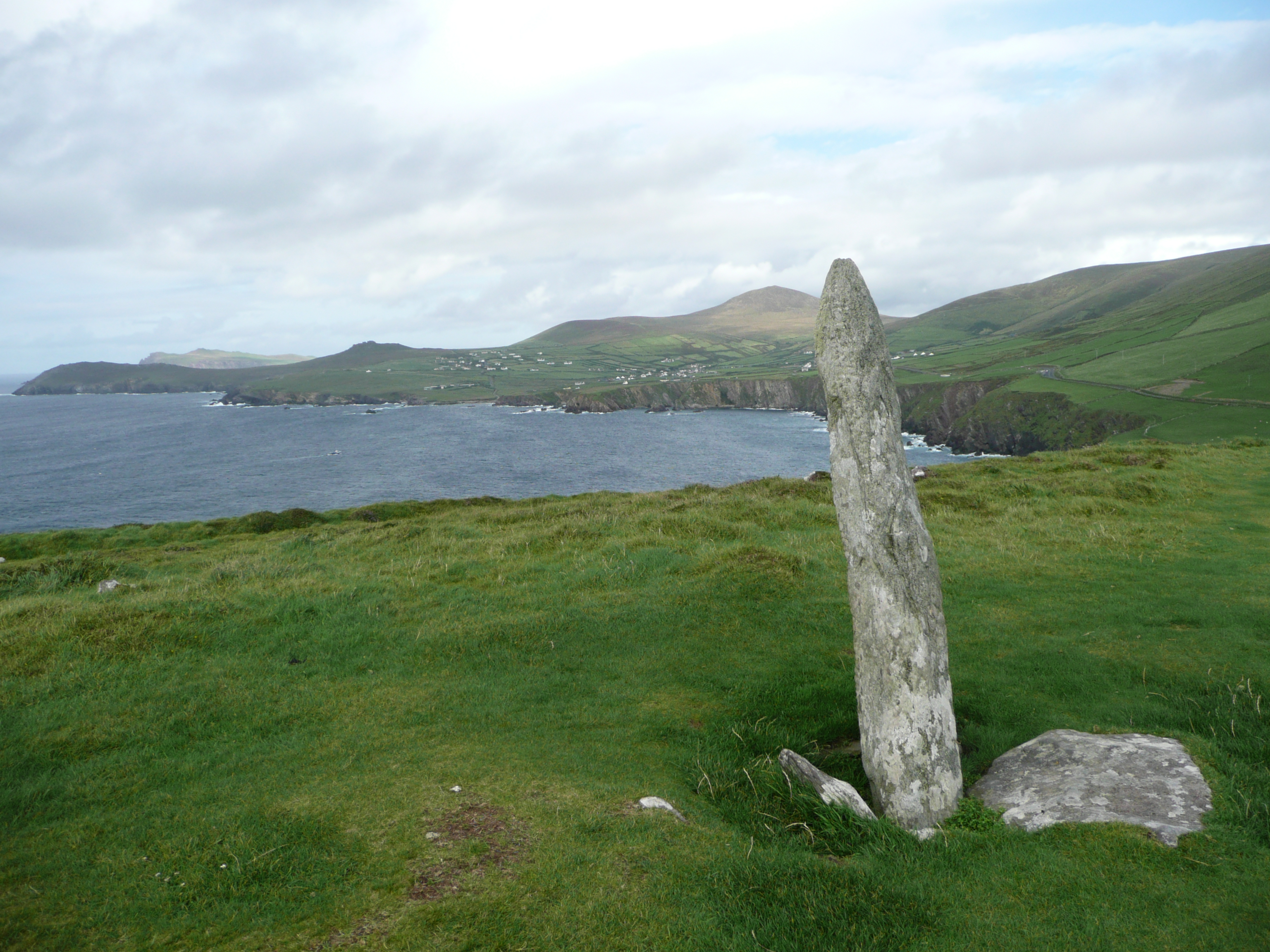
Una monolite con iscrizione in caratteri ogham; pietre simili sono tipiche irlandesi (circa 480 esemplari) e particolarmente della Contea di Kerry (155) e di Cork (125)

Il Capo Dunmore (in irlandese: An Dún Mór) è un promontorio nella parte più occidentale della penisola di Dingle, situato nel sud-ovest della contea di Kerry, in Irlanda. Il promontorio, insieme a parti delle pendici settentrionali del Monte Eagle, è formato da letti ripidi di arenarie a letti incrociati della formazione di arenaria di Eask, risalente al periodo devoniano e tradizionalmente indicato come "antica arenaria rossa".
Dunmore Head è il punto più occidentale dell'Irlanda continentale e considerato tradizionalmente il punto più occidentale d'Europa, sebbene, in Islanda, il capo Bjargtangar, nella penisola di Vestfirðir, sia situato molto più ad ovest.
Le sue coordinate geografiche sono: 52°06′31″N 10°28′54″W